# 붉은 단심
《붉은 단심》은 2022년 5월 2일부터 2022년 6월 21일까지 방송되었던 KBS 2TV 월화 드라마로 왕 이태는 살아남기 위해 사랑하는 여자를 내쳐야하고, 유정은 살아남기 위해 중전이 되어야 하는 상황이다, 정적인 왕과 유정의 중심으로 펼쳐지는 정치 로맨스 드라마다.

## 방송 시간
| 방송 채널 | 방송 기간                                         | 방송 시간                         | 방송 분량             |
| --------- | ------------------------------------------------- | --------------------------------- | --------------------- |
| KBS 2TV   | 2022년 5월 2일~2022년 5월 3일 [1회~2회](본방송)   | 월요일, 화요일 밤 9:30~10:50      | 80분 (중간 광고 포함) |
| KBS 2TV   | 2022년 5월 9일~2022년 6월 21일 [3회~16회](본방송) | 매주 월요일, 화요일 밤 9:30~10:40 | 70분 (중간 광고 포함) |

## 제작진

### 극본
- 박필주 : KBS 2TV KBS 드라마 스페셜 《괴물(怪物)》(집필), KBS 2TV 월화 드라마 《내일도 칸타빌레》(공동 집필), KBS 2TV 주말 드라마 《파랑새의 집》(5 ~ 50회 집필), KBS 2TV 일일 드라마 《다시, 첫사랑》(집필), KBS 2TV 주말 드라마 《같이 살래요》(집필) 집필

### 연출
- 유영은 : KBS 2TV 수목 드라마 《태양의 후예》(조연출), KBS 2TV KBS 드라마 스페셜 《연애의 흔적》(연출), KBS 2TV 월화 드라마 《계약우정》(연출) 연출

### 미술
- KBS아트비전 : <장식디자인> 김아름, <장식> 조광휘,오영일,최근남

## 등장 인물

### 주요 인물
- 이준: 이태 역 (아역: 박지빈) - 현재 조선의 12대 왕, 선종의 적장자
- 강한나: 유정 역 (아역: 신은수) - 죽림현의 실질적 수장
- 장혁: 박계원 역 - 좌의정
- 박지연: 최가연 역 - 대비
- 허성태: 조원표 역 - 병조판서
- 최리: 조연희 역 - 병조판서 조원표의 여식

### 이태의 사람들
- 하도권: 정의균 역 - 정 4품 승전 내관, 상전
- 안내상: 선종 역 - 이태의 아버지, 조선의 11대 왕
- 우미화: 인영왕후 신씨 역 - 이태의 어머니(1회, 13회 특별출연)

### 유정의 사람들
- 윤서아: 똥금 역 - 병조판서 집 여종(2회~13회)
- 박성연: 최상궁 역 - 유정의 지밀상궁
- 류승수: 임진사 역 - 죽림현 채상장들의 대외적인 수장
- 조희봉: 마서방 역 - 죽림현의 채상장
- 김선화: 마서방 처 역 - 죽림현 채상장 마서방의 아내, 유정을 애지중지 아끼며 살피는 유정바라기.
- 강여정: 음전 역 - 유정의 전각 나인

### 박계원의 사람들
- 이태리: 박남상 역 - 박계원의 외아들, 사헌부 장령
- 서유정: 윤씨 부인 역 - 박계원의 정실부인, 박남상의 어머니
- 정영섭: 박송백 역 - 오위도총부 호군

### 그 외
- 강신일: 김치원 역 - 홍문관 대제학
- 차순배: 허상선 역 - 내시부사
- 조영훈: 조사형 역 - 병조 좌랑, 조원표의 장자
- 박지아: 한상궁 역 - 대비의 지밀상궁
- 이승훈: 노경문 역 - 좌찬성
- 오승훈: 혜강/정시월 역 - 불국사 승려, 의균의 양아들(7회~14회)
- 이창직: 이조판서 역
- 조승연: 유학수 역 - 유정의 아버지
- 서혜원: 향이 역 - 유정의 몸종
- 미상: 부원군 역
- 고건한: 김도령 역
- 미상: 겸사복 역
- 미상: 박아옥 역
- 미상: 손가 역
- 미상: 혜강의 친아버지 역
- 미상: 내관 역

### 특별출연
- 함은정: 중전 역(1회)
- 백현주: 서씨 역 - 유정의 진짜 정체를 알고 있는 여인(5회)

## 수상
- 2022년 KBS 연기대상
  - 남자 조연상(허성태)
  - 여자 조연상(박지연)
  - 베스트 커플상(이준&강한나)
  - 미니시리즈 부문 여자 우수상(강한나)
  - 미니시리즈 부문 남자 우수상(이준)

## 시청률
최저 시청률과 최고 시청률은 시청률 조사회사와 지역별로 시청률에 차이가 있을 수 있습니다.
| 2022년 | 2022년   | 2022년          | 2022년        |
| 회차   | 방송일   | AGB 시청률      | AGB 시청률    |
| 회차   | 방송일   | 대한민국 (전국) | 서울 (수도권) |
| ------ | -------- | --------------- | ------------- |
| 제1회  | 5월 2일  | 6.3%            | 6.4%          |
| 제2회  | 5월 3일  | 6.0%            | 6.0%          |
| 제3회  | 5월 9일  | 5.3%            | 4.8%          |
| 제4회  | 5월 10일 | 5.6%            | 5.2%          |
| 제5회  | 5월 16일 | 5.8%            |               |
| 제6회  | 5월 17일 | 6.4%            | 5.7%          |
| 제7회  | 5월 23일 | 5.5%            | 5.0%          |
| 제8회  | 5월 24일 | 6.6%            | 5.9%          |
| 제9회  | 5월 30일 | 5.7%            | 4.9%          |
| 제10회 | 5월 31일 | 6.3%            | 5.5%          |
| 제11회 | 6월 6일  | 6.1%            | 5.6%          |
| 제12회 | 6월 7일  | 7.3%            | 6.7%          |
| 제13회 | 6월 13일 | 8.0%            | 7.1%          |
| 제14회 | 6월 14일 | 8.9%            | 8.3%          |
| 제15회 | 6월 20일 | 7.7%            | 7.1%          |
| 제16회 | 6월 21일 | 8.9%            | 8.6%          |

## 참고 사항
- 강한나와 장혁은 2015년에 개봉한 영화 《순수의 시대》 이후로 7년만에 재회한다.
- 강신일과 류승수는 2012년에 방송된 SBS 월화 드라마 《추적자 THE CHASER》 이후로 10년만에 재회한다.
- 이태리는 KBS1 대하드라마 《태종 이방원》에 이어서 곧바로 출연하는 작품의 계기가 되었다.

## OST
- Part.1 리오 (RIO) - 아스라이(2022. 5. 3. 발매)
- Part.2 김연우 - 소망은 별이 되어(2022. 5. 10. 발매)
- Part.3 ID:Earth (아이디얼스) - It's Red(Feat. 박다울, 2022. 5. 17. 발매)
- Part.4 청하 - 새벽에 핀 별 하나(2022. 5. 23. 발매)
- Part.5 임상현 - 흘려보낸다(2022. 5. 31. 발매)
- Part.6 한동근 - 그리워서(2022. 6. 7. 발매)

## 같이 보기
- 대한민국의 텔레비전 드라마 목록 (ㅂ)
- 2022년 대한민국의 텔레비전 드라마 목록